# Fasciculus longitudinalis medialis

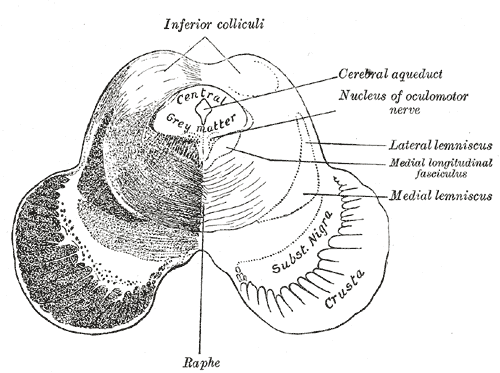
Transversale gedeelte van de middelste hersenen op het niveau van de colliculi inferiores.

De fasciculus longitudinalis medialis (FLM) is een gekruiste zenuwbaan aan weerszijden van de hersenstam. Hij bevat axonen in stijgende en afdalende richting en vormt de voornaamste onderlinge verbinding tussen de kernen van de nervus oculomotorius (N. III), de nervus trochlearis (N. IV) en de nervus abducens (N. VI): de drie zenuwen die gezamenlijk verantwoordelijk zijn voor de oogbewegingen.
Daarnaast lopen door de fasciculus longitudinalis medialis ook afdalende banen via het ruggenmerg naar sommige nekspieren en de armen.
Deze fasciculus longitudinalis medialis is aangedaan bij internucleaire oftalmoplegie (INO), waarbij oogbewegingen verstoord zijn.